# Micropsectra polita
Micropsectra polita är en tvåvingeart som först beskrevs av Malloch 1919.  Micropsectra polita ingår i släktet Micropsectra och familjen fjädermyggor. Inga underarter finns listade i Catalogue of Life.